# Panique
Panique o Pànic és un moviment actionista (o, segons els seus fundadors, un "anti-moviment"), fundat el febrer de 1962 per Fernando Arrabal, Alejandro Jodorowsky, Olivier O. Olivier, Jacques Sternberg, Christian Zeimert Abel Ogier i Roland Topor. El terme pànic és una referència al déu Pan.
Les primeres experiències pre-pànic parteixen de les obres del primer teatre d'Arrabal, la cronologia el catedràtic Torres Monreal estableix entre 1953 i 1961, així com de la direcció de Teatre d'Avantguarda per Jodorowsky a Ciutat de Mèxic al voltant de 1958/1959. Els efímers pànics, anomenats efímers de taller, clars precedents de l'happening, van ser plantejats per Jodorowsky, al costat d'amics poetes com Enrique Lihn i Nicanor Parra a Santiago de Xile, en 1948/1949.
Arrabal i Topor es coneixen a París el 1960 i aquest mateix any Jodorowsky crida a Raval a París (el xilè havia dirigit obres de l'espanyol a Mèxic) i viatja per conèixer-lo. Arrabal i Jodorowsky comencen a freqüentar a André Breton en el cafè La Promenade de Venus, ajuntant-se amb els últims membres de l'surrealisme. Però aquest moviment ja estava en decadència i les divergències generacionals eren palpables pel que fan les primeres reunions pánicas pel seu compte, amb Topor, al Cafè de la Paix, de París. En l'estiu de 1967 es roda a la ciutat de Mèxic la primera pel·lícula pànica, Fando i Lis (1968), adaptació lliure de Jodorowsky de l'obra teatral d'Arrabal. Al maig de 1973, Jodorowsky va estrenar la seva pel·lícula La muntanya sagrada al Festival de Cannes i Fernando Arrabal dos anys abans, al maig de 1971 Visca la mort (1970).
El nom de el moviment s'inspira en el del déu Pan, el qual es manifesta a través de tres elements bàsics: terror, humor i simultaneïtat. El moviment havia de tenir un nom propi: Pànic. Alguns estudiosos asseguren que els inventors de el terme, van definir les relacions de el moviment amb la ciència, la filosofia, els escacs, la confusió i l'atzar. Equivalent a pluralitat-ubiqüitat, el Moviment Pànic és una intensa recerca per transcendir la societat aristotèlica i deixar un llegat que impulsi a la humanitat a una nova perspectiva.